# Nancy Wilson (zpěvačka)
Nancy Wilson (20. února 1937 Chillicothe, Ohio, USA – 13. prosince 2018) byla americká zpěvačka a herečka. Své první album nazvané Like in Love vydala v roce 1959 na značce Capitol Records. Během své kariéry spolupracovala i s dalšími hudebníky, mezi které patří Cannonball Adderley, George Shearing, Joe Pass, Ben Webster nebo Harold Land. V roce 2004 získala ocenění NEA Jazz Masters. Je držitelkou tří cen Grammy a v roce 1991 jí byla odhalena hvězda na Hollywoodském chodníku slávy.